# Союз 7
Союз 7 е съветски пилотиран космически кораб.

## Екипажи

### Основен екипаж
- Анатолий Филипченко (1)
- Владислав Волков (1)
- Виктор Горбатко (1)

### Дублиращ екипаж
- Владимир Шаталов
- Алексей Елисеев
- Петър Колодин

### Резервен екипаж
- Андриян Николаев
- Георгий Гречко

## Описание на полета
Първи групов полет на три космически кораба – „Союз 6“, „Союз 7“ и „Союз 8“.

## Полетът
По време на груповия полет на трите кораба се предвиждало скачване на корабите „Союз 7“ и „Союз 8“. Космонавтите на „Союз-6“ е трябвало да бъдат в близост (на около 50 м) и да направят видеозаснемане на скачването. Заради отказ на автоматичната система „Игла“, скачването не е осъществено. Корабите били оборудвани само за автоматично скачване, а ръчно под управлението на космонавтите било невъзможно. Все пак правят опит за това, но резултатът е той е неуспешен.
На 17 октомври спускаемият апарат на кораба успешно се приземява. Продължителността на полета е 4 денонощия 22 часа 40 минути 23 секунди.